# Dörte Gatermann

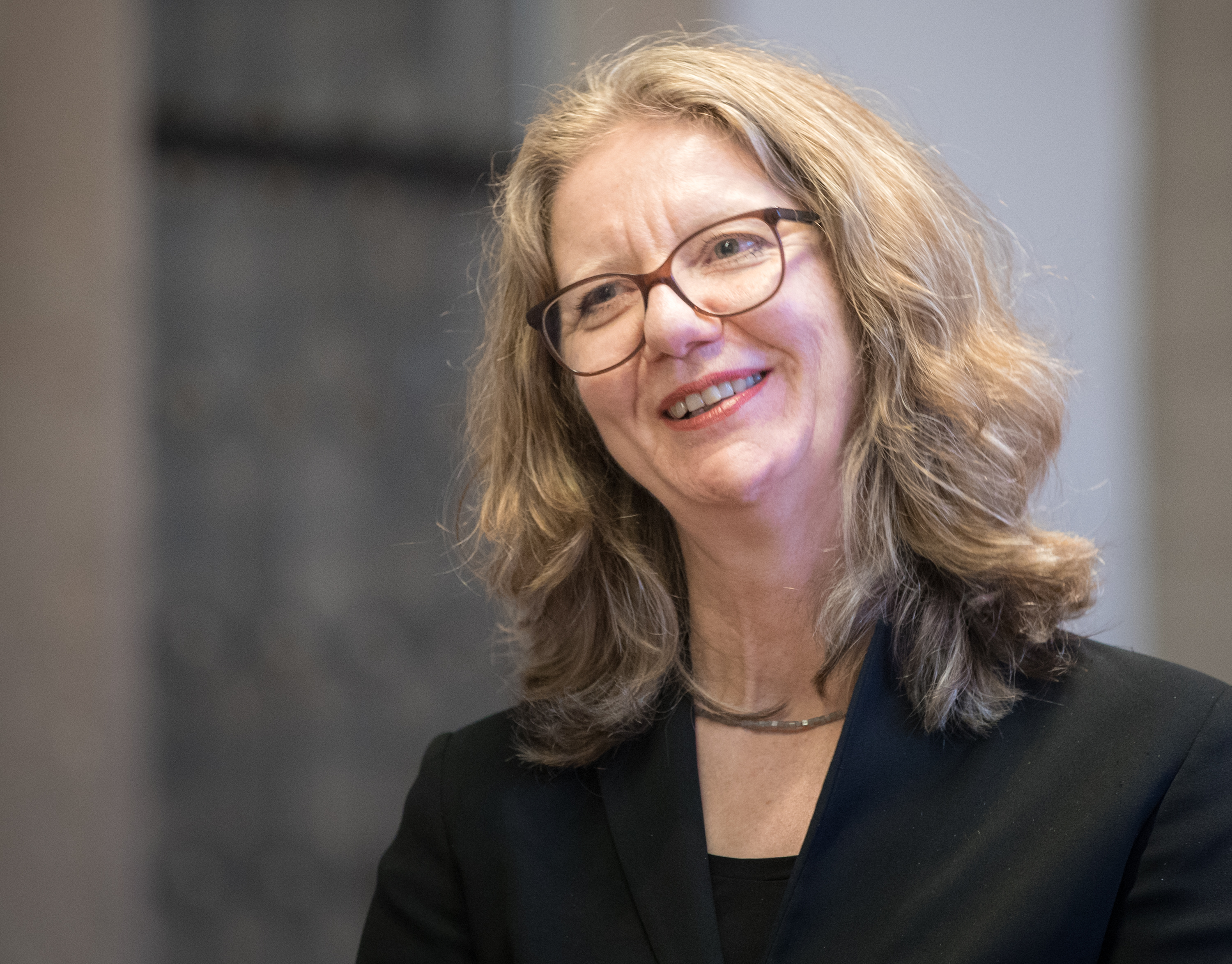
Dörte Gatermann (2019)

Dörte Gatermann (* 25. März 1956 in Hamburg) ist eine deutsche Architektin und Hochschullehrerin. Ihr bekanntester Entwurf ist das KölnTriangle-Hochhaus.

## Leben und Werke
Nach einem Architekturstudium an der Technischen Hochschule Braunschweig und der RWTH Aachen war Gatermann fünf Jahre als Projektleiterin bei Gottfried Böhm tätig. Zusammen mit ihrem späteren Ehemann Elmar Schossig gründete sie 1984 das gemeinsame Architekturbüro Gatermann + Schossig in Köln, das sie heute gemeinsam mit ihrem langjährigen Projektleiter und Büropartner Sven Gaeßler führt. Elmar Schossig verstarb im Dezember 2009 mit 59 Jahren nach schwerer Krankheit. Das Paar hat zwei erwachsene Kinder.
2002 bis 2007 war Gatermann ordentliche Professorin für Entwerfen und Gebäudelehre an der Technischen Universität Darmstadt. Dörte Gatermann wirkt als Preisrichterin für zahlreiche Architekturwettbewerbe. Ihre Devise: „Nicht Entweder-oder, sondern Sowohl-als-auch!“ Nämlich: Funktionalität und Schönheit, Rationalität und Emotion, Familie und Karriere. Sie thematisiert offen die Zerrissenheit von Frauen zwischen Beruf und Kindern.

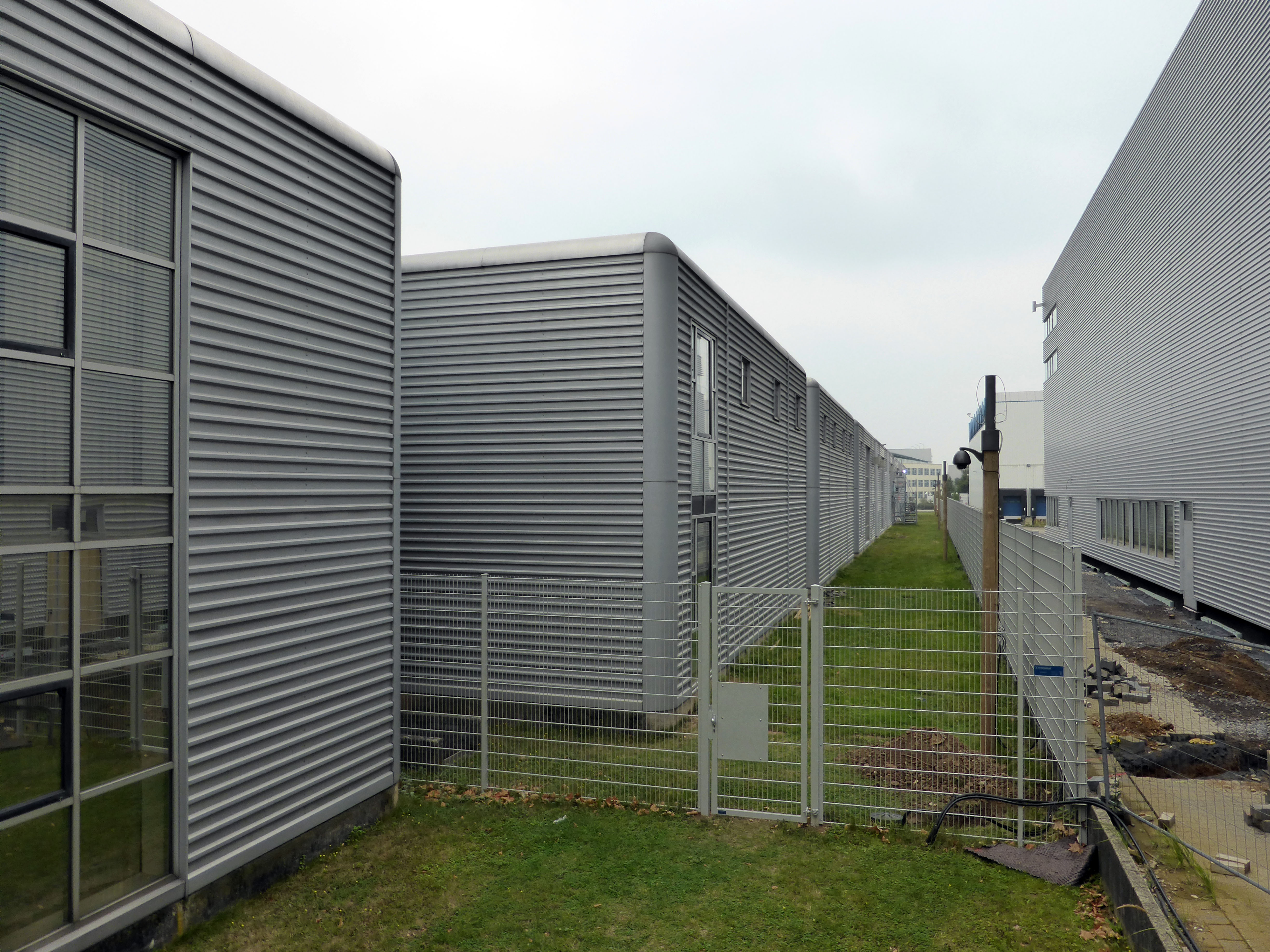
Rimowa-Gebäude (Foto: 2015)

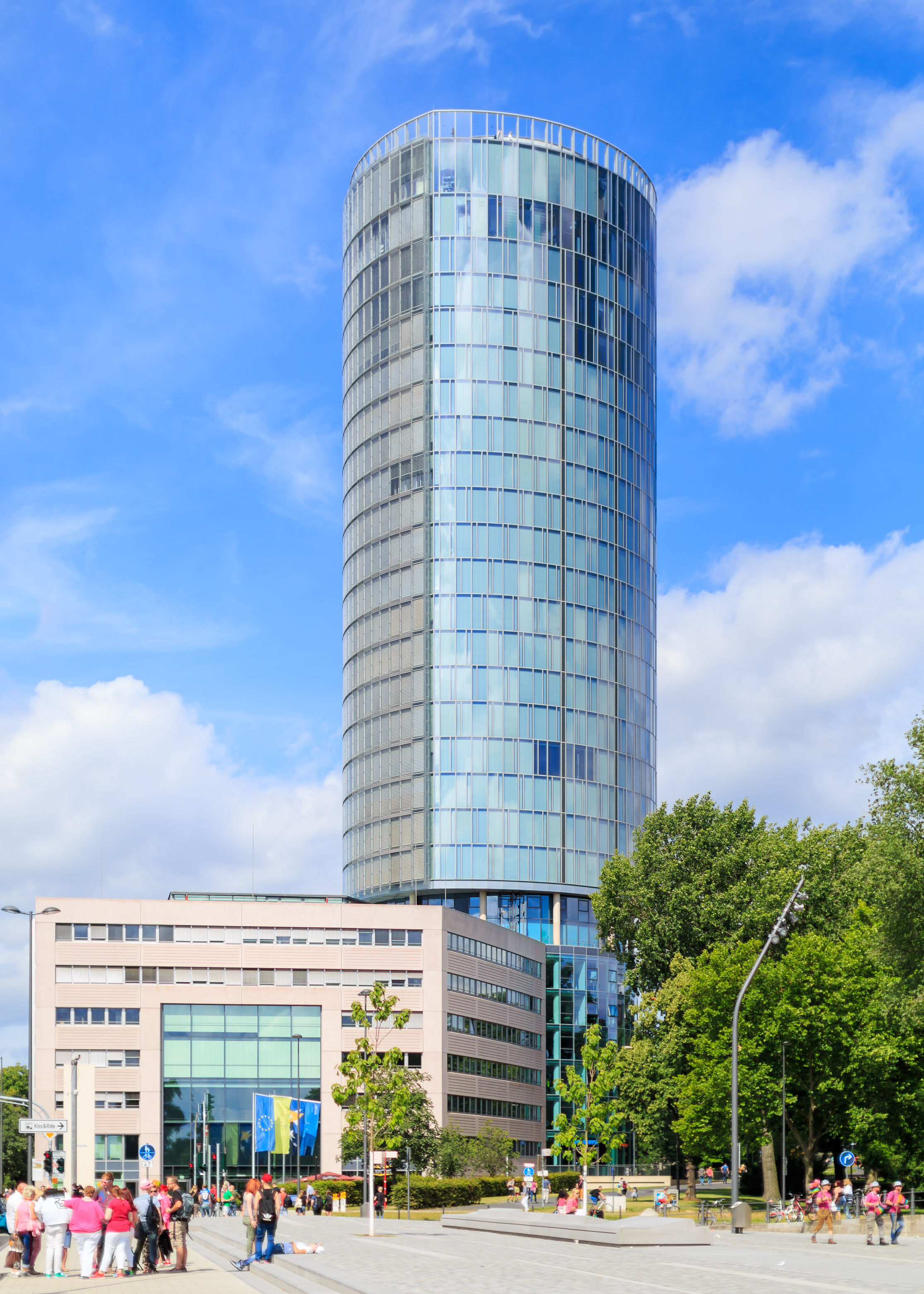
Köln Triangle (Foto: 2014)

Die Rimowa-Kofferfabrik war eines der ersten Projekte und 1987 erhielt Gatermann eine Auszeichnung zum Deutschen Architekturpreis. Seitdem wurde sie mit über 100 Architektur- und Wettbewerbspreisen geehrt. Die Realisierung des Umbaus des historischen Bayenturms durch Dörte Gatermann zum FrauenMediaTurm war eines der ersten Projekte zur Umstrukturierung des Kölner Rheinauhafens. Dies wurde das Archiv- und Dokumentationszentrum zu aktuellen und historischen Frauenfragen, eine Zusammenarbeit mit Alice Schwarzer. Danach weitere Projekte im Kölner Rheinauhafen wie das Kontor19, das Hafenamt als Sitz der Hafen und Güterverkehr Köln HGK, und dem in 2011 realisierten Baufeld10. Die Bauhöhe des Hochhauses KölnTriangle war von Anfang an ein Politikum. Nach Beilegung der politischen Querelen konnte das Hochhaus in der Höhe von 103,2 Metern gebaut werden. Während der Bauphase war der KölnTriangle Auslöser für die UNESCO, den Kölner Dom temporär auf die Rote Liste als gefährdetes Welterbe zu setzen. Im Zuge dieser bundesweit beobachteten Diskussion wurde das Hochhauskonzept für Köln-Deutz revidiert. Die Aussichtsterrasse ist zwischenzeitlich ein Publikumsmagnet. Aus der Hand der Architektin stammen ferner u. a. das Schulministerium des Landes Nordrhein-Westfalen sowie das 2008 fertiggestellte RömerMuseum im Archäologischen Park Xanten.

Gatermann ist zusammen mit Kaspar Kraemer Mitinitiatorin des Kölner Stadtmodells, das seit 1991 die Kölner Innenstadt im Maßstab 1:500 auf einer geplanten Fläche von 12 × 12 Metern abbilden soll. Von den 144 Platten konnten bisher 56 durch Sponsoring realisiert werden. 2020 wurde Dörte Gatermann mit dem Eintrag in das Goldene Buch der Stadt Köln geehrt. 

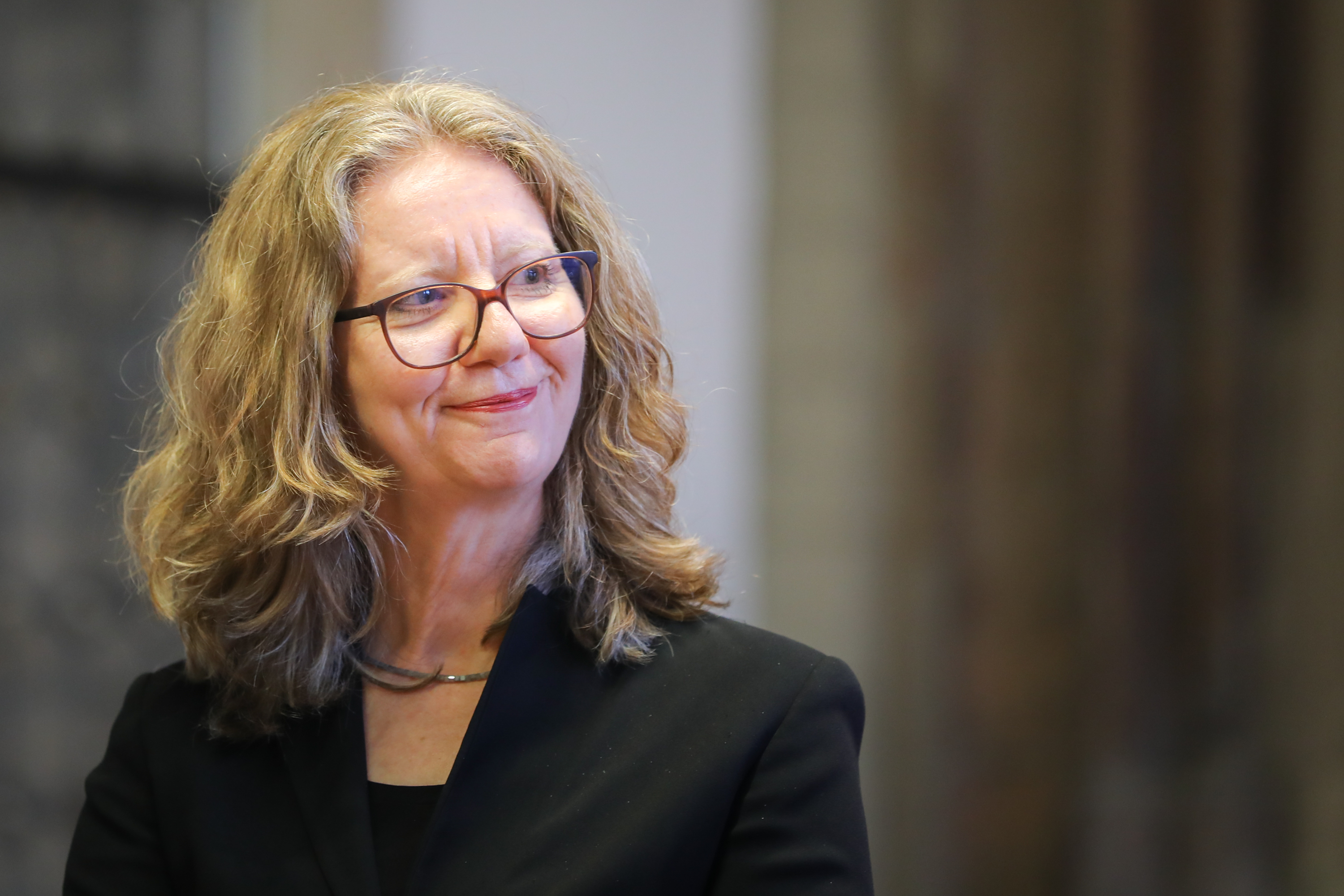
Dörte Gatermann, Empfang 2019 anlässlich des Eintrages ins goldene Buch der Stadt Köln

## Mitgliedschaften und Initiativen
- 1989–98 Vorstandsmitglied im Bund Deutscher Architekten (BDA)
- 1992 Initiatorin Kölner Stadtmodell
- 2000 Initiatorin der Internetplattform koelnarchitektur
- 2010–14 Kuratoriumsmitglied „Kunst am Bau“ des Bundesministeriums für Verkehr, Bau und Stadtentwicklung
- 2011–15 Mitglied Gestaltungsbeirat Karlsruhe
- 2012–17 Mitglied des Berliner Baukollegiums
- seit 2012 Sven Gaeßler Partner bei GATERMANN + SCHOSSIG
- seit 2017 Jan Rübenstrunk Partner bei GATERMANN + SCHOSSIG
- seit 2017 Mitglied des Gestaltungsbeirats Stuttgart
- seit 1984 mehr als 150 Wettbewerbs- und Architekturpreise, vielfache Jurytätigkeit, Vorträge, Workshops

## Bauwerke (Auswahl)
- Hauptfeuer- und Rettungswache Krefeld
- Windstärke 10 – Wrack- und Fischereimuseum Cuxhaven
- Haus Neufert, Köln
- KölnTriangle Hochhaus
- RömerMuseum im Archäologischen Park Xanten
- Landeskriminalamt Nordrhein-Westfalen, Düsseldorf
- Capricorn-Haus, Düsseldorf-Medienhafen
- Ministerium für Schule und Weiterbildung des Landes Nordrhein-Westfalen
- FrauenMediaTurm
- Kontor 19 Rheinauhafen Köln
- Hafenamt im Rheinauhafen Köln
- Bürogebäude Baufeld 10
- Neubau der Stadtwerke Bochum
- Postbank Niederlassung Köln
- Rimowa Kofferfabrik
- Haus P
- Haus G+S
- Micropolis Dresden
- Pumpwerk Niehl

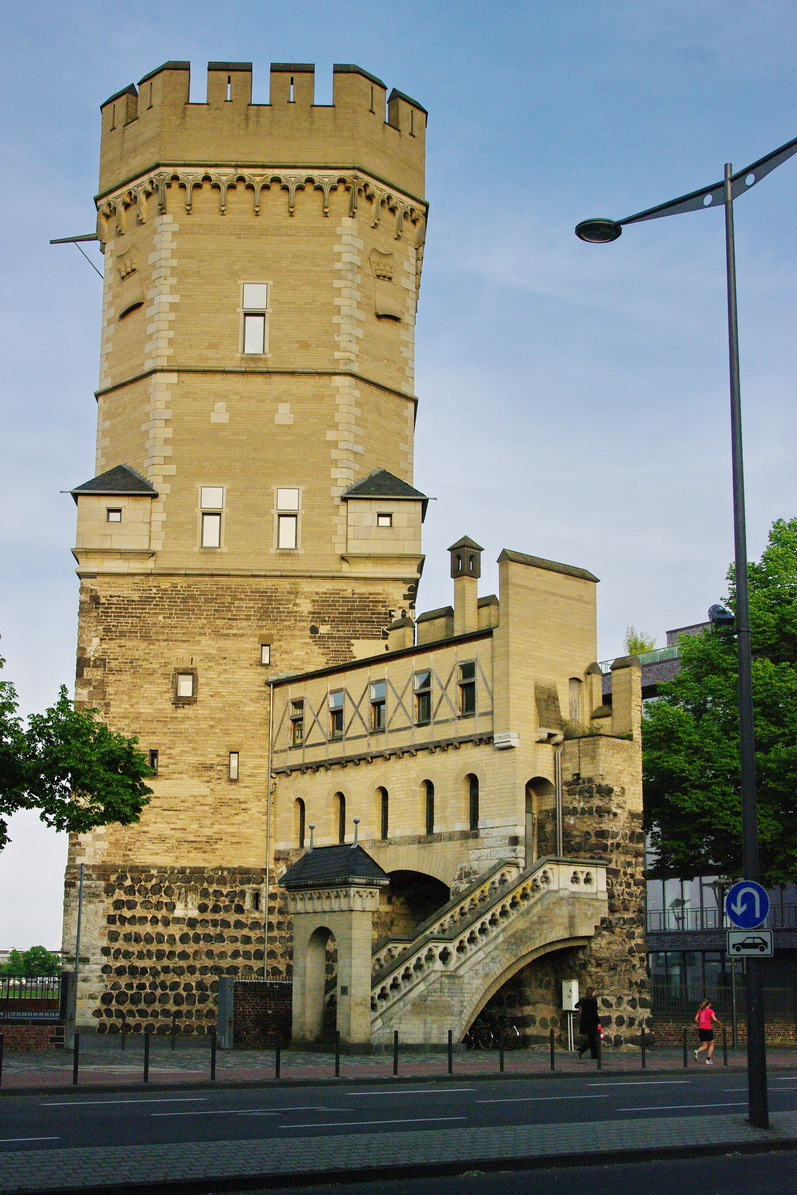
Bayernturm Köln
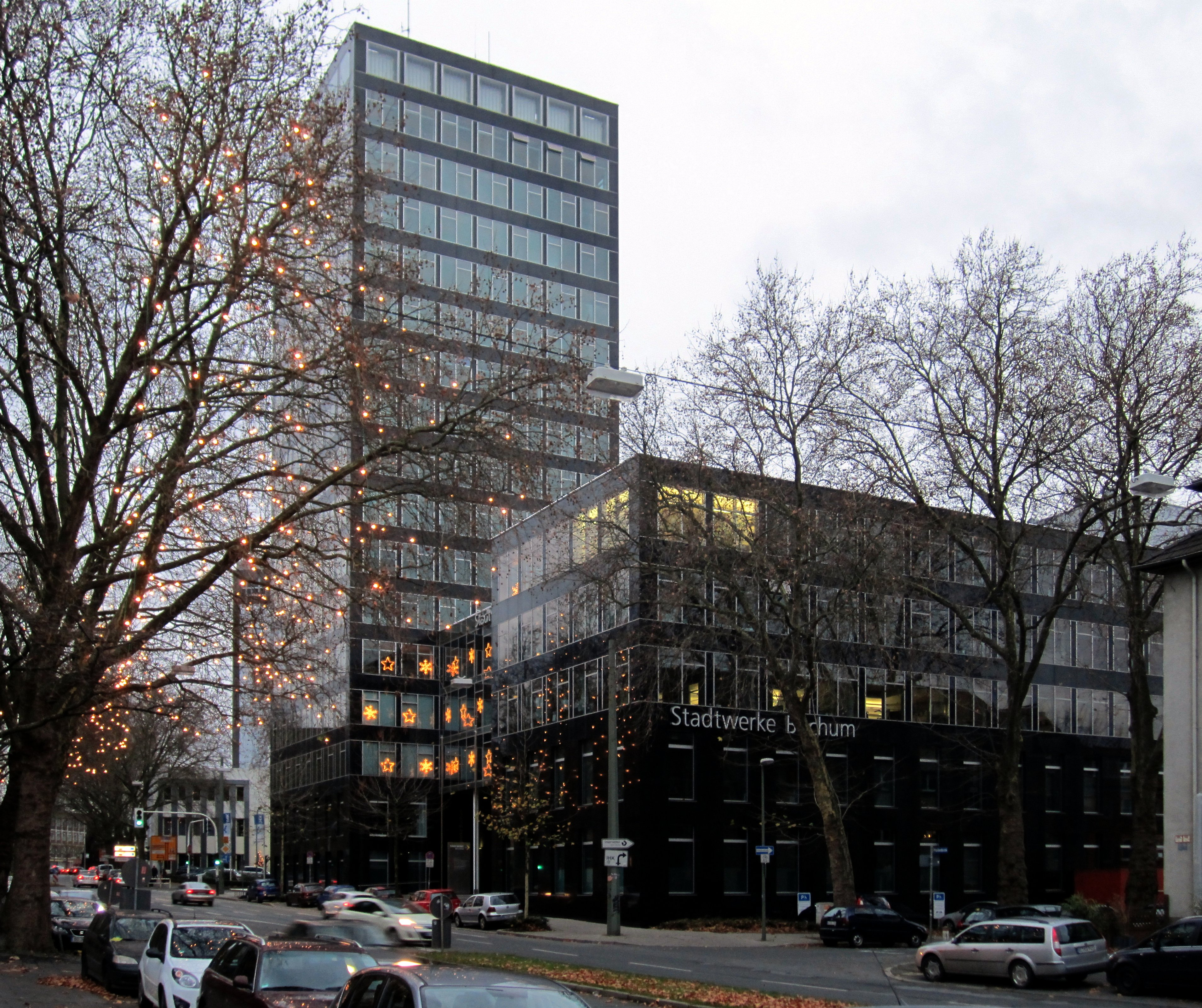
Neubau der Stadtwerke Bochum
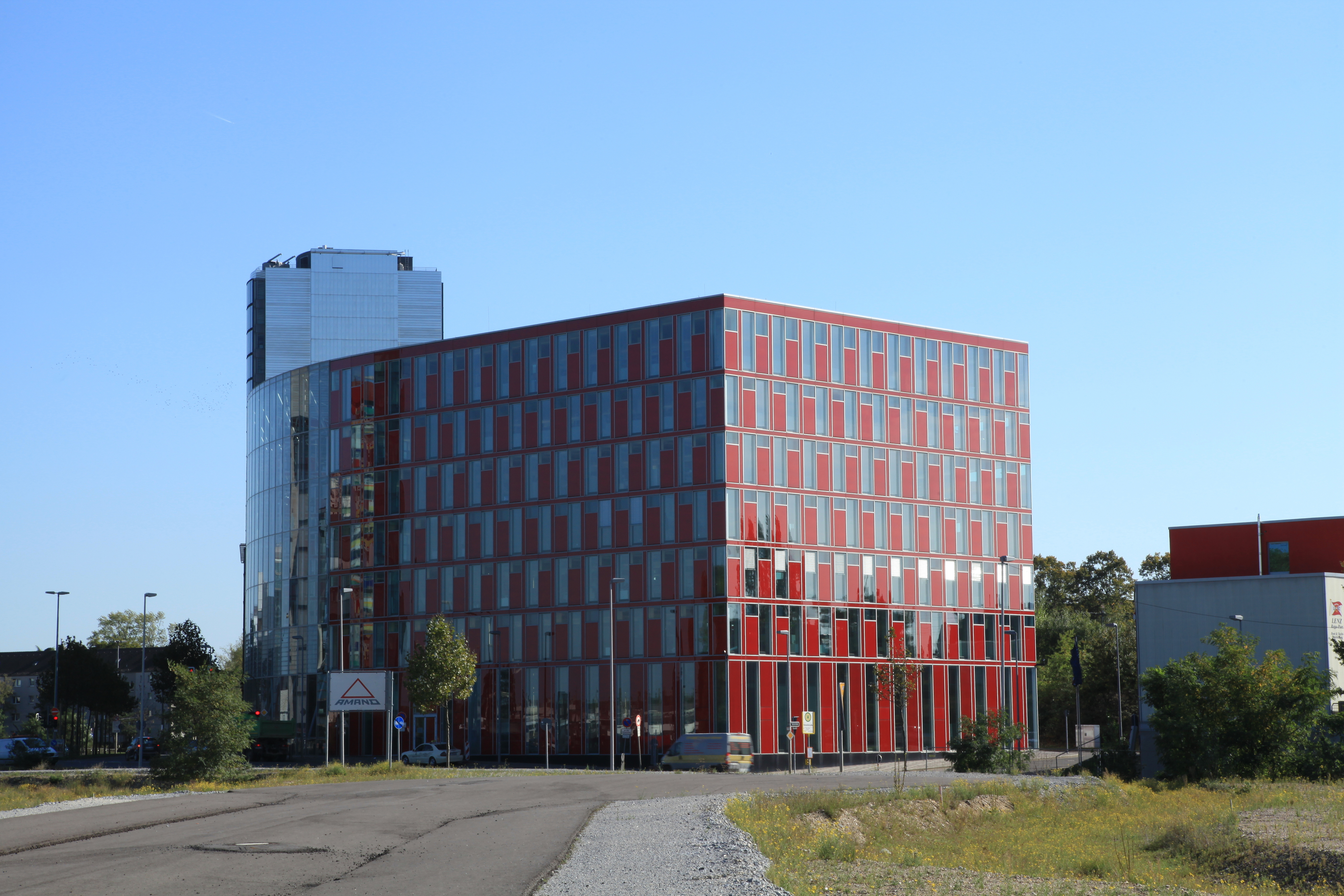
Capricorn Haus, Düsseldorf
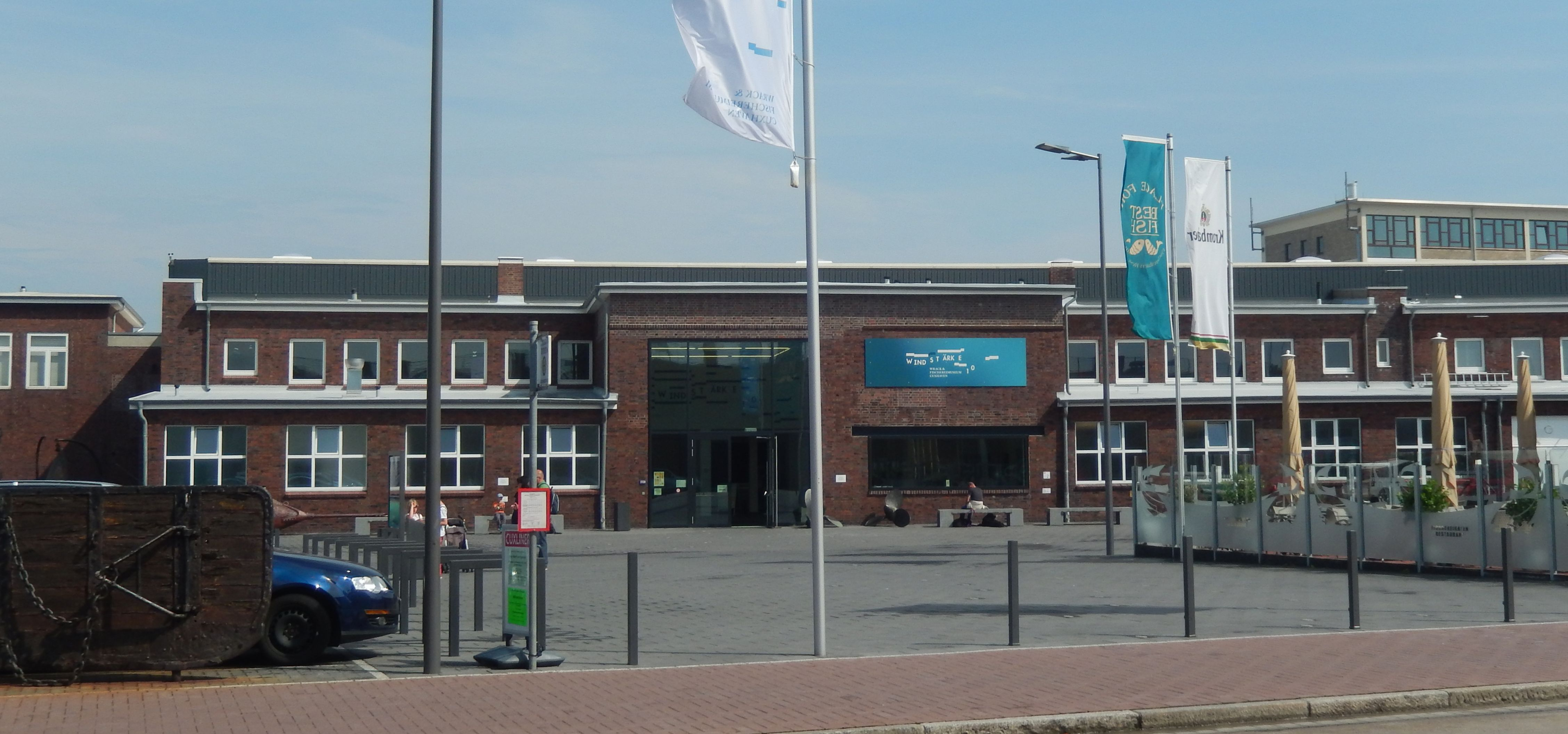
Windstärke 10 – Wrack- und Fischereimuseum Cuxhaven
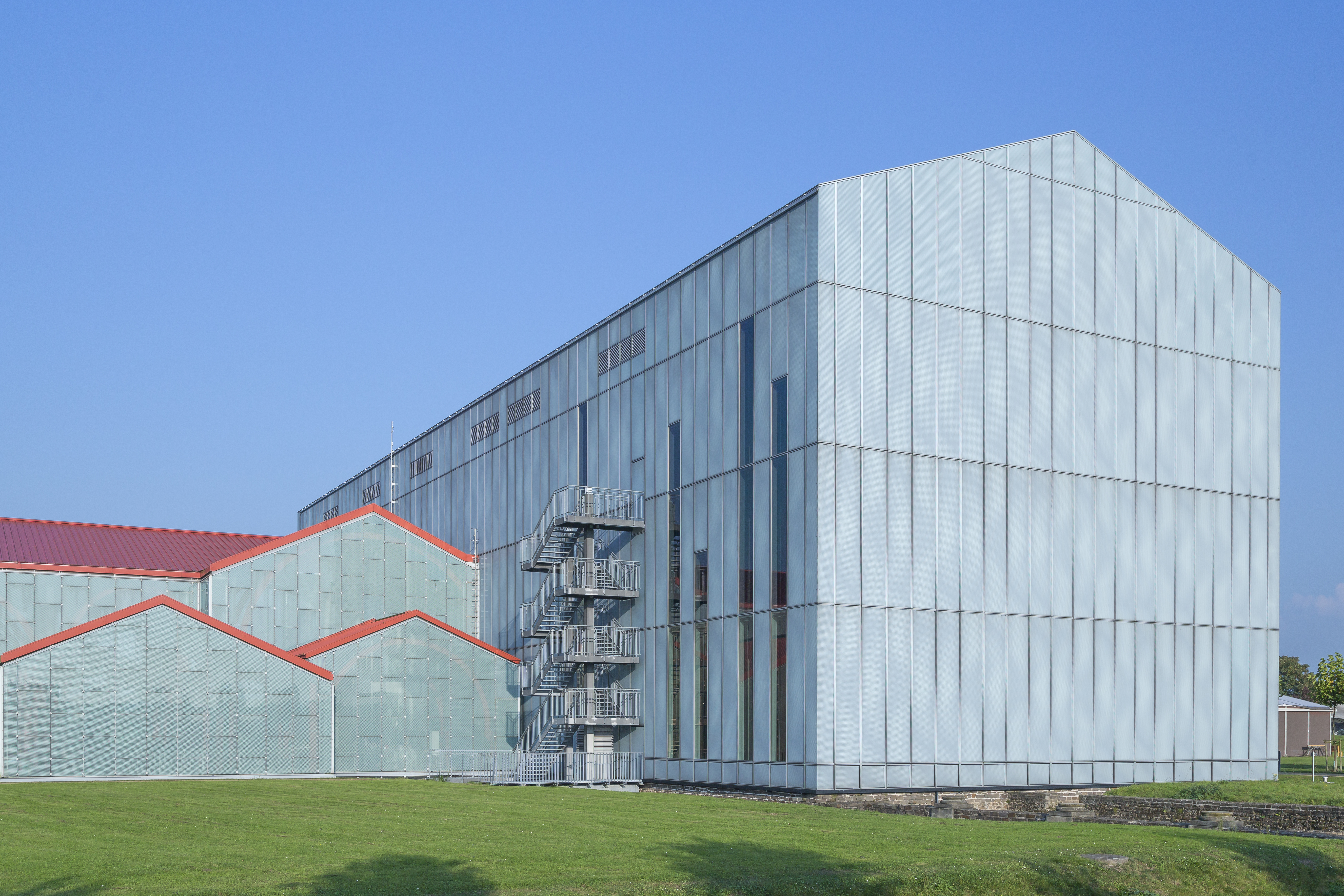
RömerMuseum im Archäologischen Park Xanten

## Auszeichnungen (Auswahl)
- Iconic Awards, architecture winner
- [DGNB] Gold
- Best Architects 07, 08, 09[4]
- BDA-Preis Düsseldorf
- Kölner Architekturpreis
- Deutscher Architekturpreis
- DEUBAU-Preis
- Förderpreis des BDA für junge Architektinnen und Architekten
- Förderpreis des Landes Nordrhein-Westfalen für junge Künstlerinnen und Künstler